# Miguel Silva (wenezuelski piłkarz)
Miguel Alejandro Silva Jaimes (ur. 9 lipca 2000 w Maracay) – wenezuelski piłkarz występujący na pozycji bramkarza, od 2024 roku zawodnik UCV.